# Pierre Nogaro
Pierre Gabriel Bertrand Nogaro, född 5 april 1880, död 7 april 1950, var en fransk politiker.
Nogaro var professor vid Paris juridiska fakultet och blev deputerad 1924. Han var en av radikal-socialistiska partiets experter på finansiella och monetära frågor. Bland Nogaros skrifter märks Traité élémentaire d'économie politique (2:a upplagan 1920).